# Norio Hotogi
Norio Hotogi (罐 範男, Hotogi Norio, nascido em 20 de novembro de 1943) é um ex-ciclista olímpico japonês. Hotogi representou seu país nos Jogos Olímpicos de Verão de 1964, em Tóquio.